# Canal de Newry
 (avril 2013).
Si vous disposez d'ouvrages ou d'articles de référence ou si vous connaissez des sites web de qualité traitant du thème abordé ici, merci de compléter l'article en donnant les références utiles à sa vérifiabilité et en les liant à la section « Notes et références ».
Le Canal de Newry a été creusé de 1731 à 1742 pour relier sur 21 kilomètres les gisements de charbon de Tyrone par le biais du Lough Neagh et de la River Bann à la Mer d'Irlande, en passant par Carlingford Lough près de Newry.

## Description
Le creusement nécessita le recours à quatorze écluses d'environ treize mètres sur cinq, dont neuf dans le versant sud du canal, dont le sommet se trouvait 29 mètres plus haut que le Carlingford Lough, permettant le passage de péniches chargées de plus de 120 tonnes. Sept autres écluses furent ensuite ajoutées.
L'architecte Richard Cassels, premier ingénieur du canal, venait d'une famille française émigrée à Cassel. Il était le cousin d'un autre architecte émigré, Simon du Ry, bâtisseur du Château Wilhelmshöhe à Cassel. Il émigra en Irlande en 1728, pour participer à la construction du parlement d'Irlande et de l'atelier d'impression du Trinity College à Dublin. Il fut ensuite remplacé par Thomas Steers.